# 시 셰퍼드 컨저베이션 소사이어티

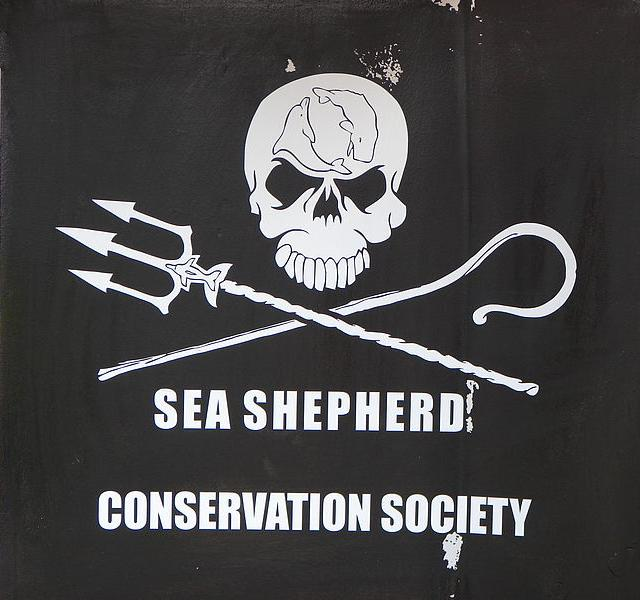

시 셰퍼드 컨저베이션 소사이어티(영어: Sea Shepherd Conservation Society, SSCS) 혹은 시 셰퍼드(영어: Sea Shepherd)는 해양 생물 보호를 위한 직접적 행동을 내세우는 국제 비영리 조직이다. 본부는 미국 워싱턴주 샌환섬 프라이데이하버에 위치한다. 국제적으로 활동 중인 환경보호단체 그린피스를 탈퇴한 폴 왓슨이 1977년에 설립했다. 이 단체는 포경선을 들이받거나 침몰시키는 등 과격한 행동으로 알려져 있어, 1980년에는 포경선 시에라호를 침몰시켰고, 2019년 7월 1일 일본의 포경 활동을 저지하기도 했었다.